# Coccobius danzigae
Coccobius danzigae är en stekelart som först beskrevs av Yasnosh 1977.  Coccobius danzigae ingår i släktet Coccobius och familjen växtlussteklar. Inga underarter finns listade i Catalogue of Life.